# Tilda Swinton
Tilda Swinton (właśc. Katherine Matilda Swinton; ur. 5 listopada 1960 w Londynie) – brytyjska aktorka, która grała m.in. w filmach Jima Jarmuscha, Wesa Andersona, braci Coen czy Bong Joon-ho. Laureatka Oscara i nagrody BAFTA za rolę drugoplanową w filmie Michael Clayton.

## Życiorys

### Dzieciństwo i nauka
Wychowywała się w szkockiej rodzinie szlacheckiej wywodzącej się z saskiego rodu Edulfingów z Bernicji. Jej drzewo genealogiczne sięga trzydziestu sześciu pokoleń wstecz do czasów Alfreda Wielkiego (886), a według niektórych genealogów nawet początków VIII w. Dzieciństwo spędziła w zamku w Berwickshire – własności jej rodu od IX w. Ojciec Tildy, generał major sir John Swinton, jest kawalerem Orderu Imperium Brytyjskiego, komandorem Królewskiego Orderu Wiktoriańskiego i byłym dowódcą przybocznej straży królowej brytyjskiej. Matka, Judith Balfour Killen, pochodzi z Australii.
Gdy Tilda skończyła 10 lat, została wysłana do West Heath Girls’ School, elitarnej szkoły z internatem w Kent (gdzie jedną z jej szkolnych koleżanek była Diana Spencer), następnie do Fettes College w Edynburgu. Kilka lat później na Uniwersytecie w Cambridge studiowała na wydziale nauk społecznych i politycznych, następnie rozpoczęła studia na kierunku filologia angielska. Dyplom z dwóch fakultetów: socjologii i literatury angielskiej uzyskała w 1983 r., jednak mimo dobrego wykształcenia, nie planowano dla niej innej kariery niż rola żony u boku arystokraty. Tilda zbuntowała się przeciwko rodzinie:
Nie mogłam pozwolić, by o moim losie zadecydowały tradycja i urodzenie. Pewnie gdybyśmy mieszkali w Europie Środkowej, nawet nie bylibyśmy w stanie odtworzyć historii rodu. Dałam sobie prawo, by być sobą.

### Pierwsze role teatralne
Już w czasach studenckich występowała na deskach teatrów. Po studiach zaczęła grać w Traverse Theatre w Edynburgu i w prestiżowym Royal Shakespeare Company. Zagrała m.in. rolę Mozarta w Mozarcie i Salierim według Puszkina. Jej kreację w Matce Courage i jej dzieciach Brechta po dwudziestu latach krytyczka z dziennika „The Guardian” wspomina jako perwersyjną reklamę piękna.

### Muza Dereka Jarmana
Po rezygnacji z teatru chciała zostać dziennikarką. Jej plany zmieniło spotkanie w 1985 roku Dereka Jarmana – artysty, geja i outsidera. Jarman był już znany w środowisku filmowym. Miał na koncie takie filmy jak Sebastian – opowieść o homoerotycznym pożądaniu na tle religijno-historycznym, czy anarchistyczny Jubileusz. W 1986 roku powstał film pt. Caravaggio, w którym Tilda Swinton wcieliła się w rolę Leny, kochanki tytułowego bohatera. Zarówno dla reżysera, jak i dla Tildy Swinton, był to debiut na dużym ekranie. W trakcie jego realizacji Jarman usłyszał diagnozę, że jest nosicielem wirusa HIV. Twórczość tego reżysera od tej daty krytycy oceniają najwyżej, a Tilda Swinton po sukcesie Caravaggia zagrała w siedmiu następnych filmach Jarmana.
W tym czasie ważne okazało się dla niej również spotkanie Sally Potter, u której zagrała jedną ze swoich najważniejszych ról w 1992 w filmie Orlando.
Tilda Swinton zagrała u Jarmana kolejno: rolę pielęgniarki w Wojennym requiem, spacerowicza w Ostatnich Anglikach i Marii Magdaleny w Ogrodzie oraz Izabellę w ekranizacji dramatu Marlowe’a Edward II (1991), za którą otrzymała Puchar Volpiego dla najlepszej aktorki na 48. MFF w Wenecji. W Wittgensteinie wcieliła się w rolę protektorki austriackiego filozofa. Do niej też należał jeden z głosów w filmie Blue – filmie który Derek Jaman stworzył na krótko przed śmiercią.
Nie, muza inspiruje, ale sama jest pasywna. Tymczasem praca z Derekiem była niekończącą się rozmową. Z tej wymiany zdań, z tych kłótni rodziły się jego filmy. Dzisiaj nikt tak nie pracuje. Zmienił się sposób finansowania filmów, sektor niezależny niemal zniknął. Po śmierci Dereka poczułam potworną pustkę.
W 1994 odszedł mistrz, mentor i przyjaciel Tildy Swinton. Ona sama wycofała się z działalności artystycznej na dwa lata.

### Niezależne kino

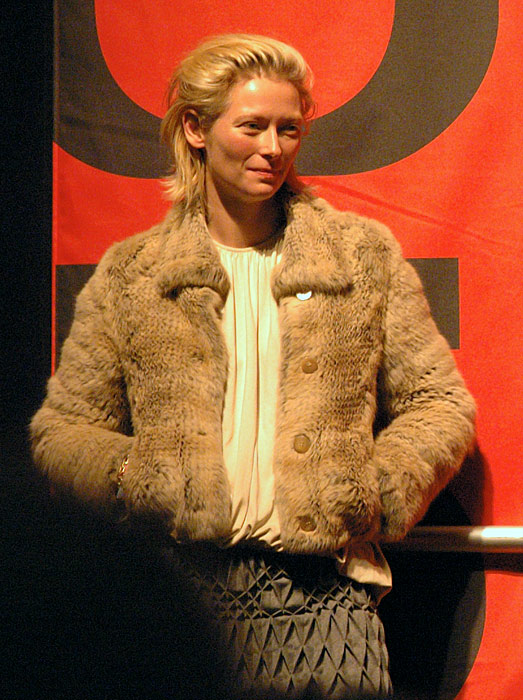
Tilda Swinton na Sundance Film Festival (2005)

Po sukcesie Orlanda Swinton otrzymywała wiele propozycji, pozostała jednak aktorką głównie kina niezależnego.
Pracowała z Susan Streitfeld, Johnem Mayburym, Scottem McGehee, Spikiem Jonze’em, Lynn Hershman, Mikiem Millsem, Timem Rothem. Ceniła sobie artystyczną wolność i poszukiwanie prawdziwej sztuki. Działa w kręgu filmowców związanych z festiwalem Sundance.
Poza kinem udziela się również w innych rejonach kultury. Stała m.in. twarzą kolekcji duetu Victor i Rolf, holenderskich projektantów mody. Brała również udział w wideoinstalacjach i performance’ach, m.in. u Cornelii Parker, w 1997 w The Maybe zrealizowanym w galerii „Serpentine”, gdzie przez tydzień, na osiem godzin dawała się zamykać w przezroczystej klatce, zamieniając samą siebie w eksponat. W tym samym roku wystąpiła w teledysku grupy Orbital do utworu The Box. W 1998 dla telewizji BBC Two zrealizowała 9-minutowy film pt. Will We Wake.

### Role w wielkich produkcjach

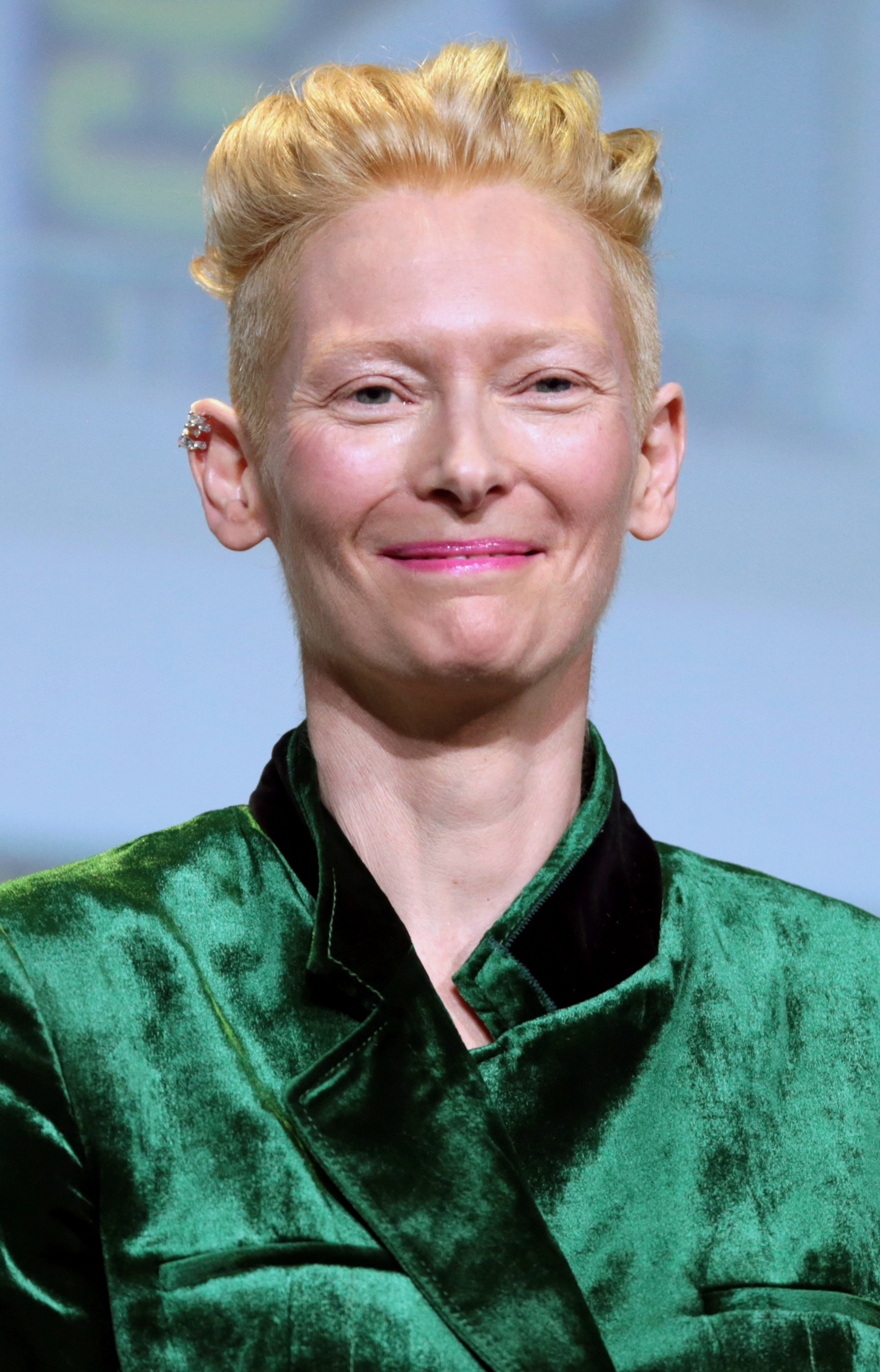
Tilda Swinton (2016)

Po dwuletniej przerwie spowodowanej urodzeniem bliźniąt, aktorka powróciła do pracy w 1999 rolą w filmie Tima Rotha Strefa wojny. W następnych latach często grała drugoplanowe role w hollywoodzkich produkcjach.. Po raz pierwszy w 2000 roku, gdy brytyjski reżyser Danny Boyle namówił ją na udział w filmie amerykańskim, ekranizacji powieści Alexa Garlanda Plaża. Pojawiła się wtedy w Niebiańskiej plaży u boku Leonarda DiCaprio. W Vanilla Sky grała z Penélope Cruz i Tomem Cruise, w Adaptacji z Nicolasem Cage’em, w Constantine u boku Keanu Reevesa. Popularność wśród szerokiej publiczności kinowej zapewniła jej rola Jadis, Białej Czarownicy w filmie Opowieści z Narnii: Lew, czarownica i stara szafa (ponownie wystąpiła epizodycznie w tej roli w kontynuacji cyklu – Opowieści z Narnii: Książę Kaspian).
Drogę po „Oscara” utorowała jej rola w filmie Na samym dnie, dzięki której w 2002 zdobyła wiele prestiżowych nagród. W 2008 otrzymała Oscara za drugoplanową rolę kobiecą w filmie Michael Clayton Tony’ego Gilroya. W filmie tym krytycy dostrzegli jej grę aktorską w roli Karen Crowder, bezwzględnej prawniczki wielkiej korporacji:
Karen to samuraj, którego cesarzem jest firma, żołnierz gotowy do wykonania każdego rozkazu. Jej garnitur jest równie dehumanizujący jak wojskowy mundur. Korporacyjny świat zamienia ludzi w perfekcyjne roboty, wypiera z osobowości. Rozmawiałam z wieloma pracownikami biurowymi, którzy byli przekonani, że straciliby pracę, gdyby włożyli nieodpowiednią koszulę albo skarpetki w złym kolorze. (...) W klasycznym filmie moja postać byłaby mężczyzną, ale w filmie Gilroya zajmująca wysokie stanowisko bohaterka jest jednak kobietą. I płeć zwraca na nią uwagę w korporacyjnej strukturze, w której najlepiej jest się nie wyróżniać. Musi być bezbłędna, pokonać „szklany sufit” i udowodnić, że zasługuje na duże pieniądze, które jej płacą. Przerażające.
Mimo upływu lat nie zapomniała o pracy i przyjaźni z Derekiem Jarmanem. W 2004 wzięła udział w filmie dokumentalnym Derek Jarman – życie jako sztuka, cztery lata później sama podjęła się produkcji filmu pt. Derek. W 2008 wraz z Keithem Collinsem, Simonem Fisherem Turnerem, Isaakiem Julienem i Jamesem Mackayem na 58. Berlinale odebrała specjalną nagrodę Teddy w uznaniu dla jej opieki nad dorobkiem nieżyjącego od 14 lat reżysera.
Aktorka był też brana pod uwagę do roli Sybilli Trelawney w serii filmów „Harry Potter”.

### Niezależny festiwal filmowy
W sierpniu 2008 aktorka zorganizowała niezależny festiwal filmowy „Ballerina Ballroom Cinema Of Dreams” w wynajętej sali balowej w Nairn. Na początku sierpnia 2009 odbyła się nieco zmieniona druga edycja tego festiwalu – tym razem pod nazwą „A Pilgrimage” – wędrowny festiwal zlokalizowany w północnej Szkocji.

## Styl i gra aktorska
Tildę Swinton nazywano muzą dwuznaczności, hermafrodytycznym talentem, a nawet ikoną brytyjskich gejów. Na takie opinie zapracowała sobie po równo urodą i androgyniczną posturą, jak i konsekwentnym wyborem skomplikowanych ról, często przekraczających ograniczenia jednej płci.
Dereka Jarmana pierwszego oczarowała jej nieoczywista uroda, wrażliwość na wątki homoerotyczne i umiejętność połączenia tego co męskie i kobiece. Jego obrazoburcze i wyrafinowane filmy zamieniły rudowłosą dziewczynę w zjawiskową piękność, w elfa, który nie jest ani kobietą, ani mężczyzną. Zapewne to samo dostrzegła w aktorce Sally Potter, powierzając jej tytułową rolę Orlanda (1992) – chłopca, którego klątwa królowej skazała na wieczną młodość. Film prowadzi widza przez 400 lat jego życia i dziwnej przemiany w kobietę.
Pytania o tożsamość, o gender pojawiają również w innych jej kreacjach aktorskich. W Man to Man (1992) Johna Maybury’ego jest żoną, która czekając na powrót męża z wojny zaczyna się w niego przeistaczać. W Constantine (2005) Tilda pojawiła się jako androgyniczny archanioł Gabriel.

## Życie prywatne
- Tilda Swinton mieszka ze swoim partnerem, Sandro Koppem, oraz swoimi dziećmi w miejscowości Nairn w północnej Szkocji.

- Do roli w Opowieściach z Narnii namawiały ją własne dzieci. Mimo to aktorka odkryła ze zdumieniem, że 7-letnie bliźniaki, Honor i Xavier, nie zamierzają oglądać filmu, w którym zagrała złą czarownicę[18].

## Filmografia

### Filmy fabularne
- 1986: Caravaggio jako Lena
- 1986: Egomania – Insel ohne Hoffnung jako Sally
- 1987: Aria jako młoda dziewczyna
- 1987: Friendship’s Death jako friendship
- 1988: Ostatni Anglicy (The Last of England)
- 1988: Degrees of Blindness
- 1988: Inspiracja (L’ispirazione)
- 1988: Das andere Ende der Welt
- 1989: Wojenne requiem (War Requiem) jako pielęgniarka
- 1989: Play Me Something jako fryzjerka
- 1990: Ogród (The Garden) jako Madonna
- 1991: Edward II jako królowa Izabella
- 1991: The Party: Nature Morte jako Queenie
- 1992: Man to Man jako Ella / Max Gericke
- 1992: Orlando jako Orlando
- 1993: Blue jako głos
- 1993: Das offene Universum jako Carla
- 1993: Wittgenstein jako lady Ottoline Morrell
- 1994: Remembrance of Things Fast: True Stories Visual Lies
- 1996: Kobiece perwersje (Female Perversions) jako Evelyn Eve[19]
- 1997: Conceiving Ada jako Ada Augusta Byron King
- 1998: Szkic do portretu Francisa Bacona[20] jako Muriel Belcher
- 1999: Strefa wojny (The War Zone) jako mama
- 2000: Niebiańska plaża (The Beach) jako Sal
- 2000: Possible Worlds jako Joyce
- 2001: Na samym dnie (The Deep End) jako Margaret Hall
- 2001: Vanilla Sky jako Rebecca Dearborn
- 2002: Teknolust jako Rosetta Stone / Ruby / Marinne / Olive
- 2002: Adaptacja (Adaptation.) jako Valerie
- 2003: Deklaracja (The Statement) jako Annemarie Livi
- 2003: Młody Adam (Young Adam) jako Ella Gault
- 2005: Absent Presence jako operator
- 2005: Constantine jako archanioł Gabriel
- 2005: Rodzinka (Thumbsucker) jako Audrey Cobb
- 2005: The Somme jako narratorka
- 2005: Broken Flowers jako Penny
- 2005: Opowieści z Narnii: Lew, czarownica i stara szafa – Jadis[21]
- 2006: Przypadek Stephanie Daley jako Lydie Crane
- 2007: Faceless (głos)
- 2007: Strange Culture jako Hope Kurtz
- 2007: Sleepwalkers jako wiolonczelistka
- 2007: Człowiek z Londynu (The Man from London) jako Camélia
- 2007: Michael Clayton jako Karen Crowder
- 2008: Julia jako Julia
- 2008: Opowieści z Narnii: Książę Kaspian[22] – Biała Czarownica
- 2008: Tajne przez poufne (Burn After Reading) jako Katie Cox
- 2008: Ciekawy przypadek Benjamina Buttona[23] jako Elizabeth Abbott
- 2009: The Limits of Control jako blondynka
- 2009: Jestem miłością (Io sono l’amore) jako Emma Recchi
- 2010: Opowieści z Narnii: Podróż Wędrowca do Świtu[24] – Jadis[25]
- 2011: Musimy porozmawiać o Kevinie[26] jako Eva
- 2011: Genevieve Goes Boating jako narratorka
- 2012: Kochankowie z Księżyca (Moonrise Kingdom) jako prac. socjalny
- 2012: Getting On jako Elke
- 2013: Śmierć jednorożca (Death for a Unicorn) jako narratorka
- 2013: Tylko kochankowie przeżyją (Only Lovers Left Alive) jako Eva
- 2013: Teoria wszystkiego (The Zero Theorem) jako dr Shrink-Rom
- 2013: Snowpiercer: Arka przyszłości (Snowpiercer) jako Mason
- 2014: Grand Budapest Hotel jako madame D.
- 2015: Wykolejona (Trainwreck) jako Dianna
- 2015: Nienasyceni (A Bigger Splash) jako Marianne Lane
- 2016: Ave, Cezar! (Hail, Caesar!) jako Thora Thacker[27]
- 2016: Doktor Strange jako Starożytna
- 2017: Okja jako siostry Mirando
- 2018: Suspiria jako Madame Blanc
- 2019: Pamiątka jako Rosalind
- 2019: Avengers: Koniec gry jako Starożytna
- 2019: Truposze nie umierają jako Zelda Winston
- 2019: Nieoszlifowane diamenty jako Anne (głos)
- 2019: The Personal History of David Copperfield jako Betsey Trotwood
- 2020: Ostatni i pierwsi ludzie jako narrator
- 2021: The Souvenir: Part II jako Rosalind
- 2021: Kurier francuski z Liberty, Kansas Evening Sun – J.K.L. Berensen
- 2021: Memoria jako Jessica Holland
- 2023: Asteroid City jako dr Hickenlooper
- 2023: Zabójca (The Killer) jako Ekspertka
- 2024: Koniec (The End) jako Matka
- 2024: W pokoju obok (La habitación de al lado) jako Martha / Michelle

### Seriale telewizyjne
- 1986: Zastrozzi: A Romance jako Julia
- 1990: Your Cheatin’ Heart jako Cissie Crouch
- 1992: Screenplay jako Ella / Max Gericke
- 1992: Shakespeare: The Animated Tales jako Ophelia (głos)

### Producent
- 2009: Jestem miłością (Io sono l’amore)

### Producent wykonawczy
- 2006: Stephanie Daley
- 2008: Derek
- 2011: We Need to Talk About Kevin

### Scenarzysta
- 2008 Derek

## Nagrody i nominacje
- 2020:
  - Honorowy Złoty Lew
- 2012:
  - nominacja do nagrody Złoty Glob w kategorii najlepsza aktorka w dramacie za film Musimy porozmawiać o Kevinie
  - nominacja do nagrody BAFTA w kategorii najlepsza aktorka pierwszoplanowa za film Musimy porozmawiać o Kevinie
  - nominacja do nagrody Critics’ Choice w kategorii najlepsza aktorka za film Musimy porozmawiać o Kevinie
  - nominacja do nagrody Europejskiej Nagrody Filmowej w kategorii dla najlepszej aktorki europejskiej za rolę w filmie Musimy porozmawiać o Kevinie
  - nominacja do nagrody międzynarodowej AACTA w kategorii dla najlepszej aktorki zagranicznej za rolę w filmie Musimy porozmawiać o Kevinie
  - nominacja do nagrody Gildii Aktorów Filmowych w kategorii najlepsza aktorka w roli głównej za film Musimy porozmawiać o Kevinie
  - nominacja do nagrody IFTA w kategorii najlepsza aktorka w roli głównej za film Musimy porozmawiać o Kevinie
  - nominacja do nagrody Gotham w kategorii najlepsza aktorka w roli głównej za film  Kochankowie z Księżyca
- 2008:
  - nagroda Amerykańskiej Akademii Filmowej w kategorii najlepszej aktorki drugoplanowej za rolę w filmie Michael Clayton
  - nominacja do nagrody Złoty Glob w kategorii najlepszej aktorki drugoplanowej za rolę w filmie Michael Clayton
  - nagroda BAFTA w kategorii najlepszej aktorki drugoplanowej za rolę w filmie Michael Clayton
  - nagroda Kansas City Film Critics Circle w kategorii dla najlepszej aktorki drugoplanowej za rolę w filmie Michael Clayton
  - nagroda Teddy na 58. MFF w Berlinie za opiekę nad dorobkiem Dereka Jarmana
  - nominacja do nagrody krytyków Broadcast Film Critics Association w kategorii dla najlepszej aktorki drugoplanowej za rolę w filmie Michael Clayton
  - nominacja do nagrody filmowej London Critics Circle w kategorii dla najlepszej brytyjskiej aktorki drugoplanowej roku 2007 za rolę w filmie Michael Clayton
  - nominacja do nagrody Online Film Critics Society w kategorii dla najlepszej aktorki drugoplanowej za rolę w filmie Michael Clayton
  - nominacja do nagrody Gildii Aktorów Filmowych w kategorii wybitnej kreacji dla aktorki drugoplanowej za rolę w filmie Michael Clayton
- 2007:
  - nominacja do nagrody Chicago Film Critics Association w kategorii dla najlepszej aktorki drugoplanowej za rolę w filmie Michael Clayton
  - nagroda Dallas-Fort Worth Film Critics Association w kategorii dla najlepszej aktorki drugoplanowej za rolę w filmie Michael Clayton
  - nominacja do nagrody Satelity w kategorii dla najlepszej aktorki dramatycznej za rolę w filmie Stephanie Daley
- 2006:
  - nominacja do nagrody Saturn w kategorii dla najlepszej aktorki za rolę w filmie Opowieści z Narnii
  - nominacja do nagrody filmowej London Critics Circle w kategorii dla najlepszej brytyjskiej aktorki drugoplanowej roku 2006 za rolę w filmie Opowieści z Narnii
  - nominacja do MTV Movie Awards w kategorii dla najlepszego czarnego charakteru za rolę w filmie Opowieści z Narnii
- 2005:
  - British Independent Film Awards (BIFA) – nagroda im. Richarda Harrisa
  - nagroda na Gijón International Film Festival dla najlepszej aktorki za rolę w filmie Thumbsucker
- 2004:
  - nagroda Szkockiej BAFTA w kategorii dla najlepszej aktorki w szkockim filmie za rolę w Młody Adam
- 2003:
  - nominacja do nagrody British Independent Film Awards w kategorii dla najlepszej aktorki za rolę w filmie Młody Adam
  - współnominacja do nagrody Phoenix Film Critics Society w kategorii dla najlepszej obsady aktorskiej za rolę w filmie Adaptacja
  - nominacja do nagrody Gildii Aktorów Filmowych w kategorii dla najlepszej obsady filmowej za rolę w filmie Adaptacja
- 2002:
  - nominacja do nagrody Złoty Glob w kategorii dla najlepszej aktorki w filmie dramatycznym za rolę w filmie Na samym dnie
  - nagroda Chicago Film Critics Association w kategorii dla najlepszej aktorki za rolę w filmie Na samym dnie
  - nagroda Las Vegas Film Critics Society (Sierra) w kategorii dla najlepszej aktorki za rolę w filmie Na samym dnie
  - nominacja do nagrody Chlotrudis w kategorii dla najlepszej aktorki za rolę w filmie Na samym dnie
  - nominacja do nagrody Independent Spirit Awards w kategorii dla najlepszej aktorki za rolę w filmie Na samym dnie
  - nominacja do nagrody Online Film Critics Society w kategorii dla najlepszej aktorki za rolę w filmie Na samym dnie
  - nominacja do nagrody Satelity w kategorii dla najlepszej gry aktorki dramatycznej za rolę w filmie Na samym dnie
  - nominacja do nagrody Phoenix Film Critics Society w kategorii dla najlepszej aktorki w głównej roli w filmie Na samym dnie
- 2001:
  - nagroda Boston Society of Film Critics w kategorii dla najlepszej aktorki za rolę w filmie Na samym dnie
  - nagroda Bremen Film
  - nominacja do nagrody Genie w kategorii dla najlepszej aktorki w głównej roli w filmie Possible Worlds
- 1993:
  - nominacja do Europejskiej Nagrody Filmowej w kategorii dla najlepszej aktorki za rolę w filmie Orlando
  - nagroda Golden Space Needle na Seattle International Film Festival w kategorii dla najlepszej aktorki za rolę w filmie Orlando
- 1992:
  - nagroda na Thessaloniki Film Festival w kategorii dla najlepszej aktorki za rolę w filmie Orlando
- 1991:
  - Puchar Volpiego dla najlepszej aktorki na 48. MFF w Wenecji za rolę w filmie Edward II
- 1988:
  - Nagroda Jury na 38. MFF w Berlinie

(Źródło: IMDb)
Tilda Swinton była wielokrotnie jurorem festiwali filmowych. Zasiadała m.in. w jury konkursu głównego na 38. MFF w Berlinie (1988), 55. MFF w Wenecji (1998) i 57. MFF w Cannes (2004). Była też członkiem jury sekcji "Cinéfondation" na 55. MFF w Cannes (2002).